# Góry Południowochińskie
Góry Południowochińskie (chin. upr.: 南岭; chin. trad.: 南嶺; pinyin: Nán Lǐng) – tworzą rozbudowany system górski w południowo-wschodniej części Azji. Góry w całości położone są w Chinach na obszarze Wyżyny Południowo-Wschodniej. Powstały podczas orogenezy pacyficznej. Zbudowane są głównie z paleozoicznych i mezozoicznych piaskowców, wapieni i łupków, intrudowanych granitami. Góry posiadają rusztową rzeźbę, liczne głębokie doliny i kotliny, składają się z licznych pasm. W górach tych występują dobrze rozwinięte zjawiska krasowe.
Najwyższym szczytem jest Huanggang Shan (黄岗山) liczący 2158 m n.p.m. znajdujący się w paśmie Wuyi Shan (武夷山). Klimat tego regionu sprawia, że góry często są nawiedzane przez tajfuny. Naturalna roślinność górska, czyli głównie lasy, w głównej mierze została zastąpiona przez pola uprawne. Region ten jest gęsto zaludniony i eksploatowany zarówno pod względem rolniczym jak i wydobywczym.